# Lilydale
Lilydale – miasto w Australii, na Tasmanii.